# 大阪府道176号近鉄八尾停車場線
大阪府道176号近鉄八尾停車場線（おおさかふどう176ごう きんてつやおていしゃじょうせん）は、大阪府八尾市を通る、かつて存在した一般府道である。

## 概要
八尾市東本町3丁目から八尾市本町2丁目に至る。2012年（平成24年）9月20日に廃止された。

### 路線データ
大阪府告示に基づく起終点および経過地は次のとおり。
- 起点：八尾市東本町3丁目（近鉄八尾駅西交差点、近鉄大阪線 近鉄八尾駅前）
- 終点：八尾市本町2丁目（八尾小学校前交差点、大阪府道5号大阪港八尾線交点）
- 重要な経過地：なし
- 総延長：0.565 km[注釈 1][2]

## 歴史
本路線は、道路法（昭和27年法律第180号）第7条の規定に基づき、一般府道として1959年（昭和34年）に大阪府が初回認定した路線の1つである。2012年（平成24年）に廃止され、八尾市に移管された。

### 年表
- 1959年（昭和34年）12月1日 - 大阪府が一般府道近鉄八尾停車場線として路線認定。整理番号は78[3]。当時の終点表記は府道八尾道明寺線交点で、路線延長は0.363 kmであった[4]。
- 2012年（平成24年）9月20日 - 大阪府が一般府道近鉄八尾停車場線を廃止[1]。

## 地理

### 通過していた自治体
- 大阪府
  - 八尾市

### 交差していた道路
| 交差していた道路        | 交差していた場所 | 交差していた場所          |
| ----------------------- | ---------------- | ------------------------- |
| 大阪府道5号大阪港八尾線 | 本町2丁目        | 八尾小学校前交差点 / 終点 |

### 沿線
- 近鉄大阪線 近鉄八尾駅
- 八尾市役所
- 八尾市立八尾小学校
- 八尾市立成法中学校